# Chaudefontaine (Marne)
Chaudefontaine település Franciaországban, Marne megyében. Lakosainak száma 312 fő (2022. január 1.). Chaudefontaine Argers, Braux-Sainte-Cohière, Dommartin-Dampierre, Florent-en-Argonne, Maffrécourt, Moiremont, La Neuville-au-Pont és Sainte-Menehould községekkel határos.

## Népesség
A település népességének változása:
| Lakosok száma | 214  | 258  | 327  | 320  | 337  | 328  | 320  | 316  | 313  | 312  |
|               | 1968 | 1982 | 1990 | 2006 | 2013 | 2015 | 2017 | 2019 | 2020 | 2022 |